# Shenzhen Denza New Energy Automotive

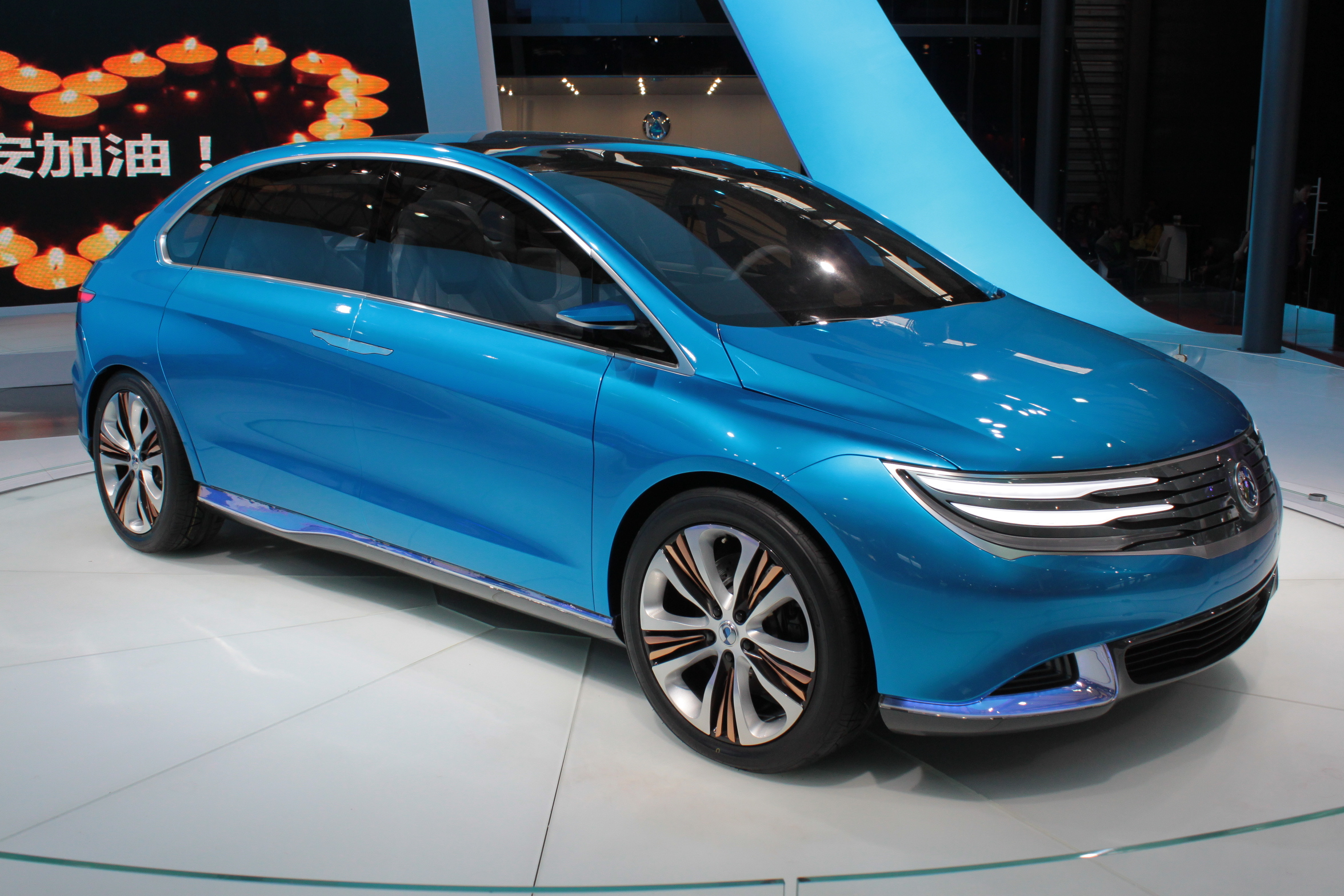
Denza (Prototyp von 2013)

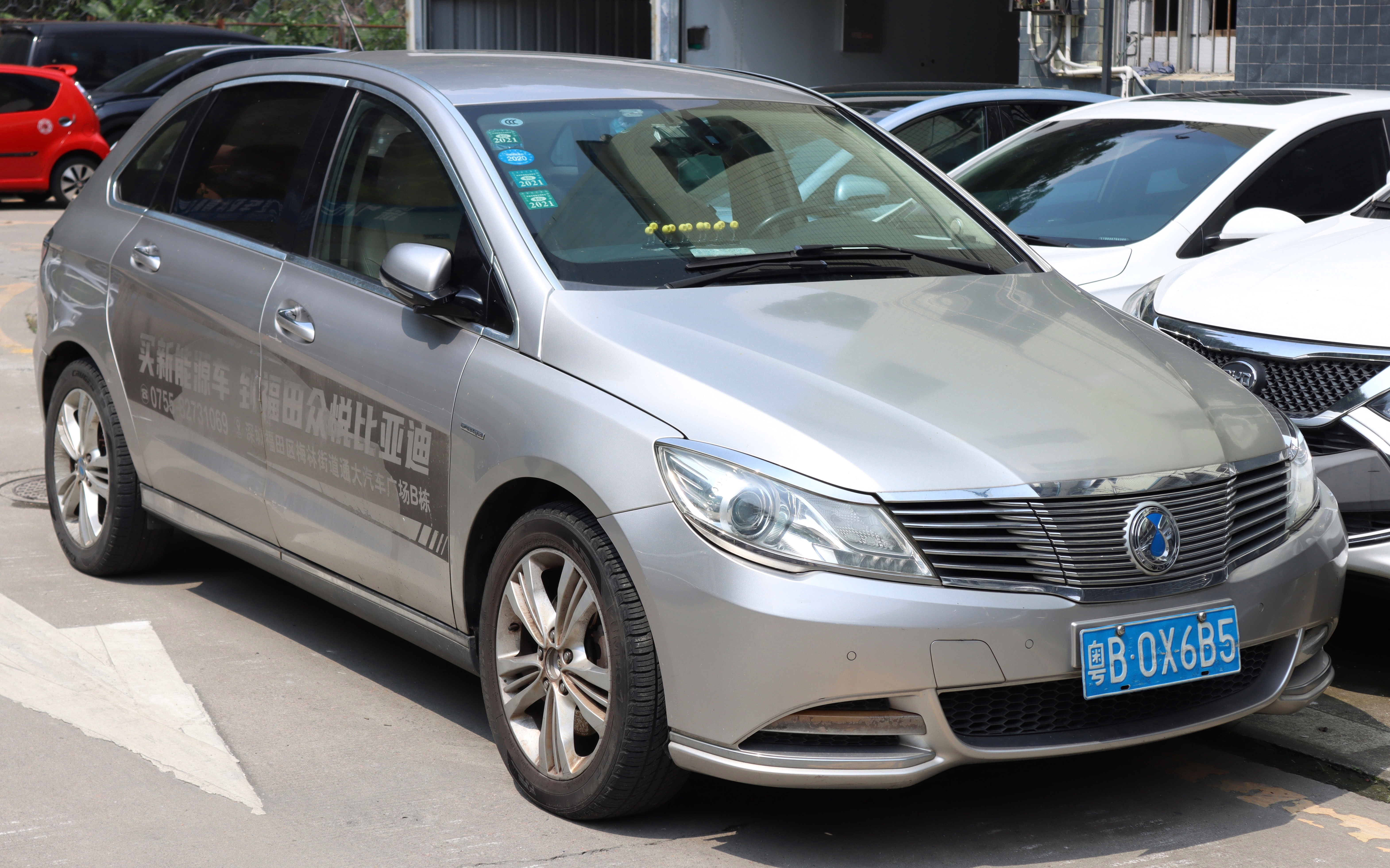
Denza EV

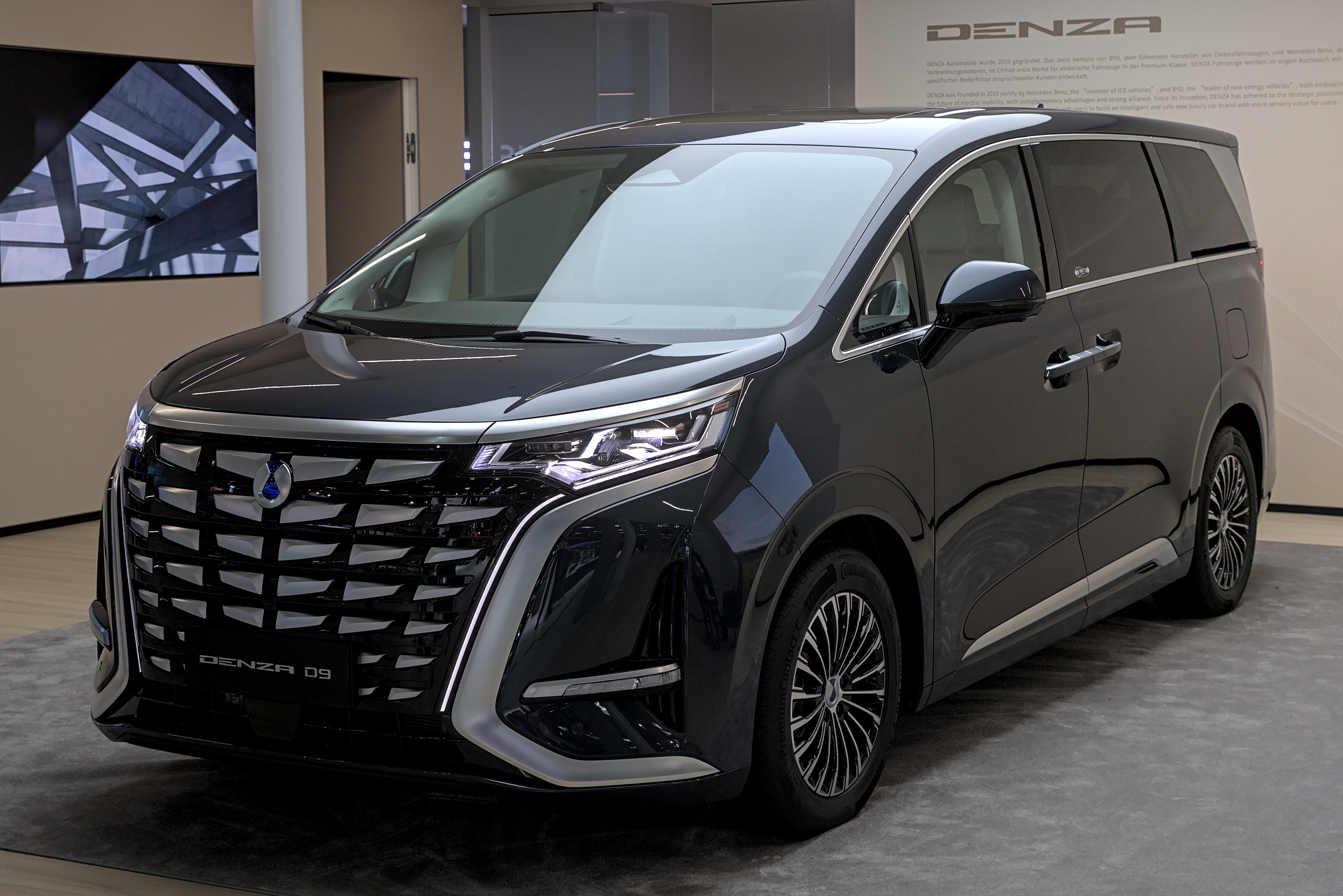
Denza D9

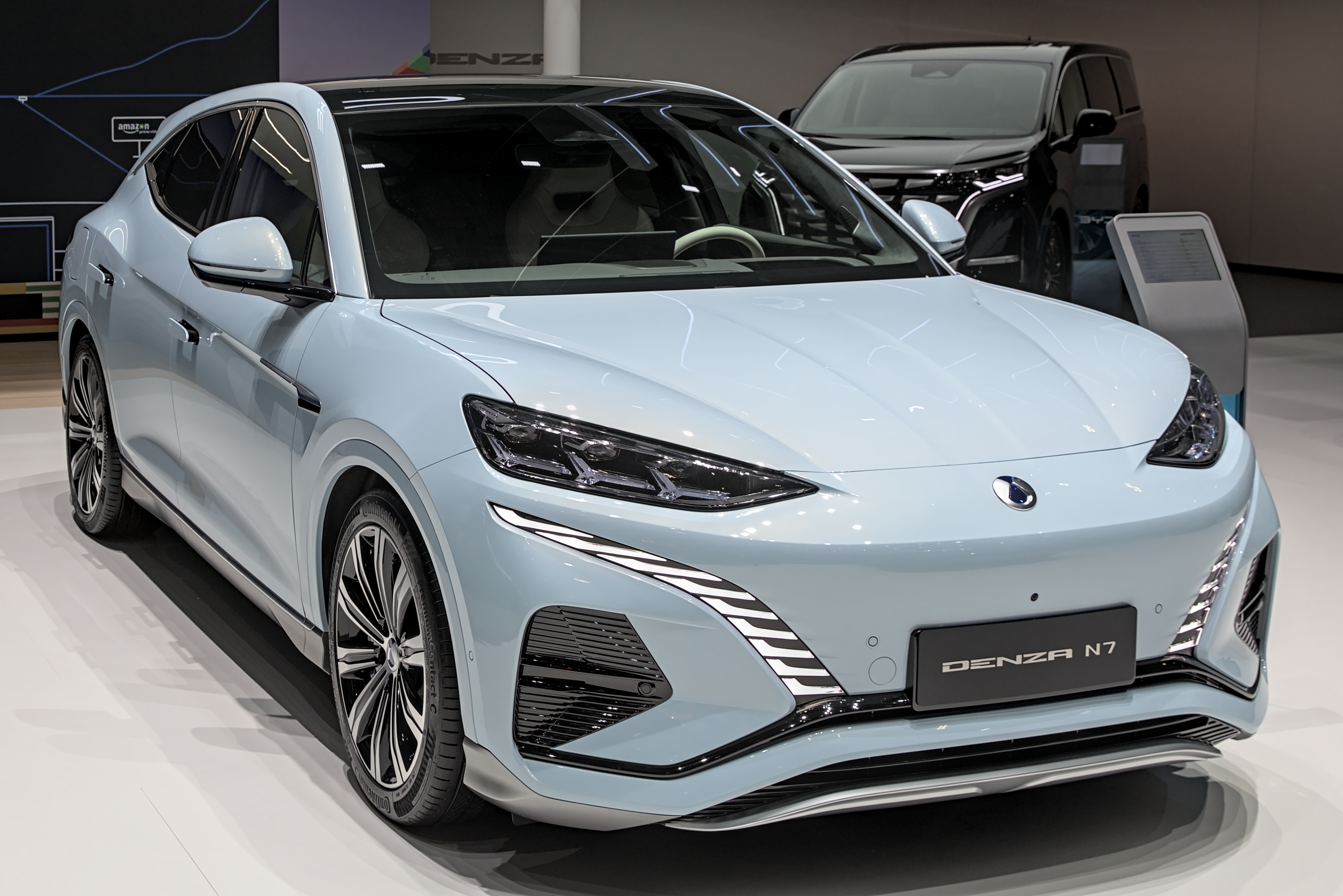
Denza N7

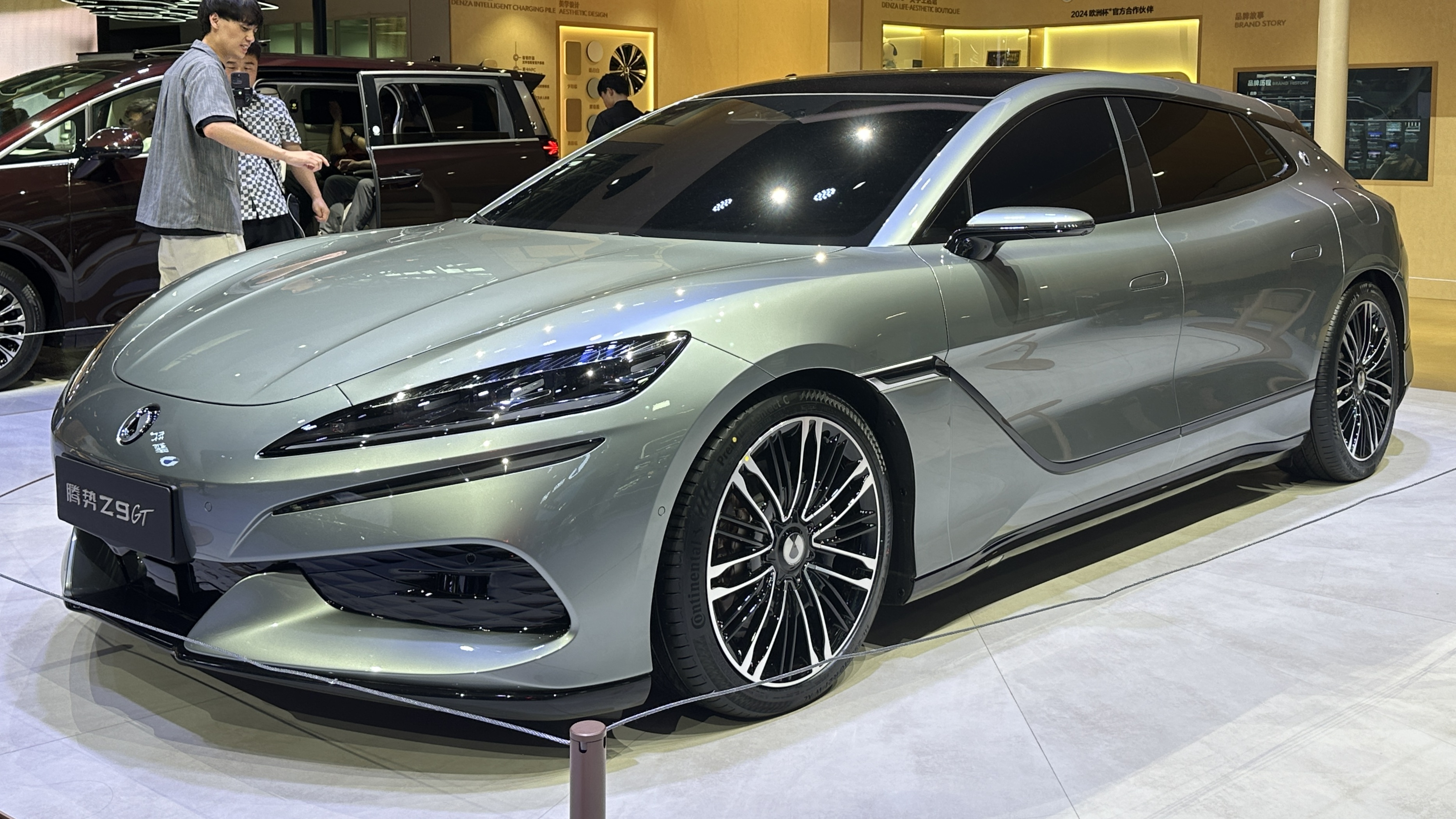
Denza Z9 GT

Shenzhen Denza New Energy Automotive Co. Ltd., kurz Denza (Eigenschreibweise Shenzhen DENZA New Energy Automotive Co. Ltd., vorher Shenzhen BYD Daimler New Technology Co. Ltd., chinesisch 深圳腾势新能源汽车有限公司, Pinyin Shēnzhèn téngshì xīn néngyuán qìchē yǒuxiàn gōngsī, kurz 腾势汽车,  Téngshì qìchē) ist ein Hersteller von Automobilen aus der Volksrepublik China.

## Unternehmensgeschichte
2011 als Shenzhen BYD Daimler New Technology Co. Ltd. von BYD Auto und Daimler AG  in Shenzhen gegründetes das Unternehmen. 2012 wurde unter dem Markennamen Denza. das erste Fahrzeug präsentiert, dessen Serienproduktion 2014 begann.
Am 7. November 2016 erfolgte die Umfirmierung in Shenzhen Denza New Energy Automotive Co. Ltd. Im Dezember 2021 wurde bekannt, dass Mercedes-Benz seinen Anteil auf 10 % reduzieren und BYD seinen Anteil auf 90 % erhöhen wird. Auf der Internationalen Automobil-Ausstellung im September 2023 zeigte Denza mit dem D9 erstmals auch ein Fahrzeug in Europa. Auf dem Genfer Auto-Salon im Februar 2024 wurde die Markteinführung der Marke mit ebendiesem Modell angekündigt, zudem wurde der N7 ausgestellt. Im Laufe des Jahres 2023 konnte der Absatz der Marke um ein vielfaches gesteigert werden, so dass zum Jahresende über 120.000 Fahrzeuge verkauft worden waren.  Seit dem Ausstieg von Mercedes-Benz im September 2024 ist BYD alleiniger Anteilseigner.

## Fahrzeuge
Der Denza EV ist bei einem Radstand von 2880 mm 4642 mm lang, 1850 mm breit und 1642 mm hoch. Das Leergewicht ist mit 2090 kg angegeben. Ein Elektromotor mit 86 kW Leistung treibt die Fahrzeuge an. Dieses Modell stand von 2014 bis 2019 im Angebot.
Der Denza X ist ein SUV auf Basis des BYD Tang. Es war sowohl als Elektroauto als auch als Hybridelektrokraftfahrzeug erhältlich. Die Markteinführung war im Januar 2020.
Der Van D9 wurde im April 2022 vorgestellt. Er ist entweder als Elektroauto oder als Hybridelektrokraftfahrzeug verfügbar.
Ein weiteres Fahrzeug ist der SUV Denza N7, der im März 2023 debütierte. Auch er ist als Elektroauto oder als Hybridelektrokraftfahrzeug erhältlich. Er soll im Februar 2024 auch auf dem Genfer Auto-Salon vorgestellt werden und danach auch in Europa auf den Markt kommen.
Der ebenfalls im März 2023 vorgestellte Denza N8 ist das Nachfolgemodell des Denza X. Auch er basiert auf dem BYD Tang.
Ein Kombi ist der 5,18 Meter lange Denza Z9 GT, der im April 2024 vorgestellt wurde. Dessen Gestaltung stammt von dem ehemaligen Audi (Konzern)-Designer Wolfgang Egger. Als Limousine wurde dieses Fahrzeug im August 2024 präsentiert.
Das rund 5,30 Meter lange SUV Denza N9 wurde im Oktober 2024 präsentiert. Der Denza N8L, der im Mai 2025 vorgestellt wurde, ist 5,20 Meter lang.

## Verkaufszahlen
Zwischen 2014 und 2022 sind in der Volksrepublik China insgesamt 32.991 Neuwagen von Denza verkauft worden. Mit 127.840 Einheiten war 2023 das erfolgreichste Jahr.
| Jahr                             |      |  | Stück   |         |
| 2014                             | 2014 |  | 132     | 132     |
| 2015                             | 2015 |  | 2.888   | 2.888   |
| 2016                             | 2016 |  | 2.287   | 2.287   |
| 2017                             | 2017 |  | 4.685   | 4.685   |
| 2018                             | 2018 |  | 1.975   | 1.975   |
| 2019                             | 2019 |  | 2.089   | 2.089   |
| 2020                             | 2020 |  | 4.175   | 4.175   |
| 2021                             | 2021 |  | 4.783   | 4.783   |
| 2022                             | 2022 |  | 9.978   | 9.978   |
| 2023                             | 2023 |  | 127.840 | 127.840 |
| Verkaufszahlen in China, Quelle: |      |  |         |         |